# Цинклер Володимир Борисович
Володимир Борисович Цинклер (рос. Владимир Борисович Цинклер, рум. Vladimir Țincler; в період виступів за команду «Буревісник» був відомий як Вельвель Цинклер нар. 9 вересня 1937, Петрівка, жудець Четатя-Албе, Румунське королівство — пом. 22 березня 2016, Кишинів, Молдова) — радянський молдавський футболіст і тренер. Заслужений тренер Молдавської РСР.
Виступав за команду «Буревісник»/«Молдова»/«Авинтул» (нині — «Зімбру», мав прізвисько «Золота ніжка»).

## Ранні роки та футбольна кар'єра
Вельвель (Велвл) Цинклер народився в бессарабському селі Петрівка (нині Тарутинського району Одеської області України), в сім'ї закрійника. У роки румунської окупації під час Німецько-радянської війни разом з батьками і старшим братом був інтернований у Кишинівському гетто, потім — гетто «Печора» в Трансністрії. Після звільнення жив у Кишиневі, з 1951 року грав у юнацькій команді клубу «Буревісник».
У 1955 році почав виступати нападаючим за команду «Буревісник», разом з якою дев'ять років поспіль виступав у вищій лізі і входив до списку 33-х найкращих футболістів СРСР; до 1966 року був капітаном команди. Провів 182 гри у Вищій лізі чемпіонату СРСР. Першим з футболістів Молдови отримав звання майстра спорту СРСР.

## Тренерська діяльність
По завершенні ігрової кар'єри розпочав тренерську діяльність. З 1967 року був тренером команди «Молдова»/«Ністру», в тому числі й головним тренером (1969—1970); старшим тренером у кишинівському центрі олімпійського резерву. У 1972 році самостійно тренував «Колхіда» (Поті). У 1991 році був асистентом головного тренера клубу «Тигина-Апоел». Очолював комратському команду «Буджак» (1992—1993) і кишинівський «Конструкторул», працював у клубі «Зімбру» (останні роки був директором музею клубу), залишив команду в 2012 році. У 2014 році Володимира Цинклера разом із низкою інших авторитетних молдовських тренерів (зокрема Петром Комендантом, Василем Толоконниковим і Валентином Гарштя) до комісії з розслідування підозр на договірні матчі.
Опублікував книгу спогадів «Живу футболом» (2010). Член виконавчого комітету Федерації футболу Молдови. Голова молдовської республіканської Асоціації колишніх в'язнів гетто й нацистських концтаборів. Кавалер ордена «Gloria Muncii».

## Сім'я
- Перша дружина — Анна Мойсеївна Брохман (1939—1961); дочка Альбіна (1959).
- Друга дружина (з 1987 року) — Лідія Миколаївна Абакумова, танцівниця[17].
- Старший брат — Олександр Цинклер, був тренером заводської футбольної команди «Молдавгідромаш».

## Досягнення

### Індивідуальні
- У списку 33-х найкращих футболістів СРСР: Nr 3 (1958)

### Відзнаки
- Майстер спорту СРСР
- Заслужений тренер СРСР
- Орден «Gloria Muncii»